# Girolamo Lucenti de Correggio

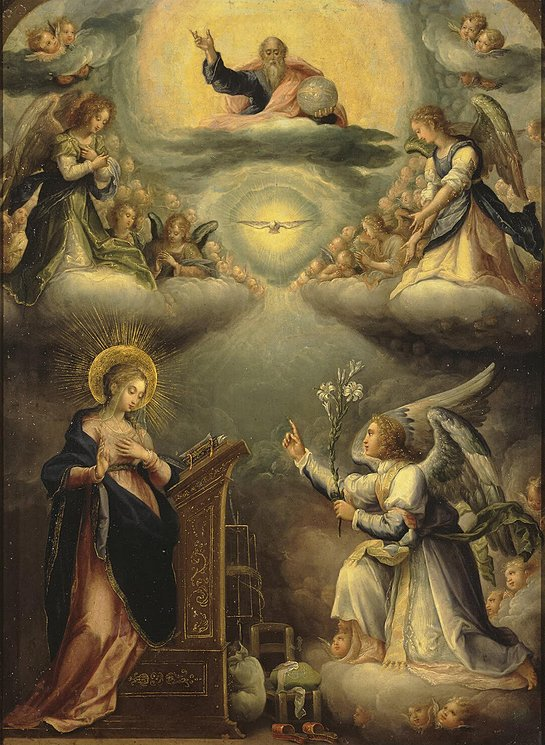
La Anunciación, óleo sobre cobre, 67 x 51 cm, San Petersburgo, Museo del Hermitage.

Girolamo Lucenti, conocido también como Gerolamo o  Jerónimo Lucenti de Correggio, también transcrito Lucente y Luzente, (fl. 1602–1624) fue un pintor lombardo activo en Sevilla y Granada.

## Biografía
Natural de Correggio y formado, al parecer, en el manierismo de la Emilia, llegó a Sevilla hacia 1602 con el propósito, según declaró él mismo, de hacer fortuna y retornar a su patria.
En 1604 contrató con Juan de la Sal, obispo de Bona, las pinturas del retablo mayor de la iglesia de la Anunciación de Sevilla, Casa Profesa de los jesuitas y posteriormente capilla universitaria. Según las cláusulas del contrato, acabada la primera pintura debía presentarla al obispo para su examen y, en caso de que no fuese aprobada, aunque se le pagaría la pintura acabada, no continuaría con las restantes y así debió de suceder pues, tras presentar la Adoración de los Magos, colocada en su altar donde permanece, continuaron trabajando en él Antonio Mohedano y Juan de Roelas.
Ceán Bermúdez señala su presencia en Sevilla en 1608, año en que pintó dos cuadros apaisados para la predela del retablo mayor de la capilla de los flamencos en el colegio de Santo Tomás, con la llamada al apostolado de san Pedro y san Mateo, cuadros que suponía no debieron de gustar pues fueron reemplazados por otros del mismo asunto pintados por Juan de Roelas. Todavía en Sevilla, entre 1613 y 1615 se encargó del retablo de la iglesia de San Martín, conservado in situ, alguna vez atribuido a Francisco de Herrera el Viejo con quien tiene estrecha relación.
En 1624 pintó, según Ceán Bermúdez, «siete cuadros pequeños de los descubrimientos de las reliquias del Sacromonte», quizá los dibujos de la rebelión de los moriscos granadinos y el hallazgo de los libros plúmbeos grabados por Francisco Heylan para la obra de Justino Antolínez de Burgos, Historia eclesiástica de Granada, que quedó sin publicar, guardadas las planchas en la Abadía del Sacromonte.